# 等周定理
数学における等周定理（とうしゅうていり）とは、表面積と体積に関する幾何学的不等式である。{\displaystyle n}次元空間 {\displaystyle \mathbb {R} ^{n}} の物体 {\displaystyle S\subset \mathbb {R} ^{n}} においてその表面積を {\displaystyle \mathrm {surf} (S)}、体積を {\displaystyle \mathrm {vol} (S)} で表すと、以下の不等式が成り立つ。
{\displaystyle \mathrm {surf} (S)\geq n\mathrm {vol} (S)^{\frac {n-1}{n}}\mathrm {vol} (B_{1})^{\frac {1}{n}}},
この式の {\displaystyle B_{1}\subset \mathbb {R} ^{n}} は単位球である。等号は {\displaystyle S} が {\displaystyle n}次元の球体であるときに成り立つ。
{\displaystyle n=2}、即ち平面の時には、閉曲線の長さとそれによって囲まれる領域の面積の関係となる。周長を L、領域の面積を A とすると以下の式が成り立つ。
{\displaystyle 4\pi A\leq L^{2},}
等号は領域が円の時のみ成り立つ。